# 10 Downing Street

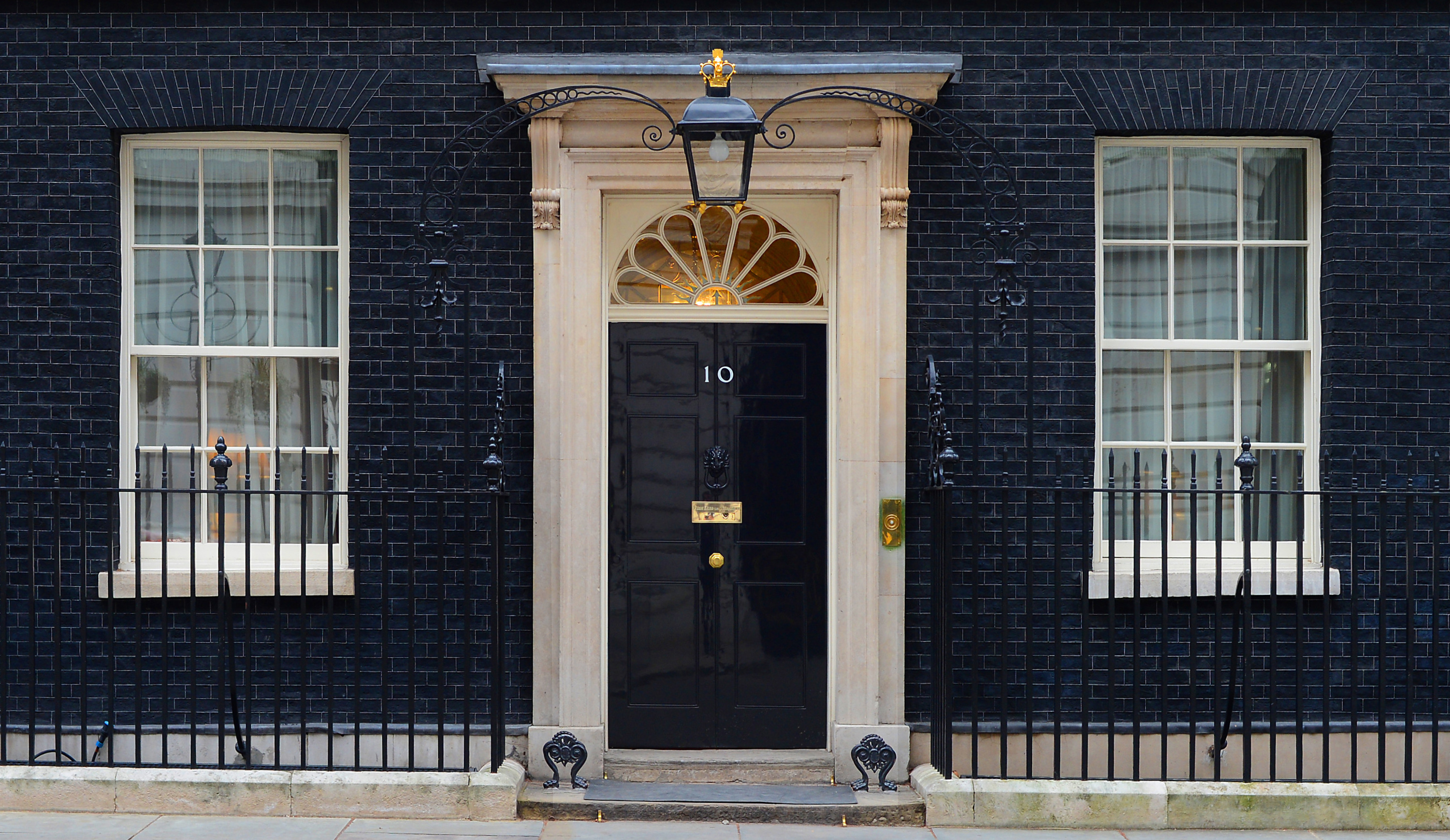
Der Eingang von 10 Downing Street, 2013

Das Haus 10 Downing Street ist der offizielle Amtssitz des First Lord of the Treasury, der seit 1905 immer zugleich der Premierminister des Vereinigten Königreichs ist.
Der Begriff (10) Downing Street gilt als Metonymie oder Synonym für die britische Regierung bzw. den Premierminister, vergleichbar den Begriffen Weißes Haus für die Regierung der USA oder historisch Wilhelmstraße für die deutsche Regierung.
Das Haus liegt inmitten des Londoner Regierungsviertels in einer Seitenstraße von Whitehall. Der Straßenzug wurde bereits im 17. Jahrhundert errichtet. Über das Haus schreibt Winston Churchill in seinem Buch über den Zweiten Weltkrieg, es sei „der damaligen Profitgier entsprechend liederlich gebaut“.
Das Haus ist seit 1735 sporadisch und seit 1902 ständiger Wohnsitz des jeweiligen Premierministers. Ursprünglich trug es die Hausnummer 5. Bis zum Jahr 1732 wohnte hier Hans Caspar von Bothmer, Erster Minister für die deutschen Angelegenheiten von Georg I. („Deutsche Kanzlei“).
Seit 2011 ist 10 Downing Street auch Wohnsitz des Katers Larry, der den Titel des Chief Mouser to the Cabinet Office trägt. 
10 Downing Street ist eng verbunden mit dem geräumigeren Nachbarhaus Nr. 11, welches die offizielle Residenz des Second Lord of the Treasury ist (ein Amt, das ex officio vom Schatzkanzler bekleidet wird). Wegen der Größe der Familie Blair wurde es 1997 notwendig, das Arrangement zu ändern, sodass Schatzkanzler Gordon Brown das Haus Nr. 10 und Tony Blair das Haus Nr. 11 bezog.
Dieses Arrangement haben alle nachfolgenden Premierminister, auch Boris Johnson, beibehalten.
Während der Amtszeiten von Harold Wilson (1964–1970 und 1974–1976) wurde das Haus einer so grundlegenden Renovierung unterzogen, dass es danach einem völligen Neubau gleichkam. Im Jahr 1991 verübten IRA-Terroristen einen Granatenangriff auf die Downing Street No. 10. Seitdem, besonders aber nach dem Terroranschlag am 11. September 2001, wurden die Sicherheitsmaßnahmen erheblich verschärft.
Die Tür von 10 Downing Street kann nur von innen geöffnet werden und hat kein Schlüsselloch auf der Außenseite.